# Kranivm
Kranivm (von Cranium oder Kranium für Schädel) war ein Death-Industrial-Projekt aus Sassuolo.

## Geschichte
Kranivm wurde als Soloprojekt des italienischen Musikers Marco Corbelli von 1993 bis 1995 unterhalten. Es wurde dabei als Nebenprojekt zu Atrax Morgue, mit einem thematischen Schwerpunkt auf Horrorfilme initiiert. Das musikalische Schaffen des Projektes erschien als MCs auf Corbellis eigenem Label Slaughter Productions.
Im Verlauf der 1990er und 2000er wurde Corbelli, insbesondere mit seinem Hauptprojekt und seinem Label, zu einer bekannten Figur des Death Industrials und Power Electronics, womit auch Kranivm an Popularität gewann. Das französische Unternehmen Erzsebet veröffentlichte 1997 das dritte Album unter dem Titel Chapter Blood als LP. Nach Corbellis Suizid am 6. Mai 2007 wurden die gesamten Aufnahmen durch das Label Urashima als CD, LP und MC einzeln erneut aufgelegt sowie als MC-Kompilation veröffentlicht.

## Stil und Inhalt
Mit Kranivm widmete sich Corbelli einem Horrorkonzept, das einerseits der musikalischen Idee von Brighter Death Now folgte, dabei aber von Regisseuren wie Amando de Ossorio, Jesus Franco und Ken Russell sowie von Gothic- und Horrorliteratur, insbesondere H. P. Lovecraft, Edgar Allan Poe und Joris-Karl Huysmans, beeinflusst wurde. Die für Corbellis Werk übliche Faszination für Sex, Gewalt und Tod spiegelte sich dabei auch in den Aufnahmen von Kranivm wider.
Die Musik von Kranivm ist als Death Industrial darauf ausgerichtet, mit dröhnenden und düsteren Klängen einen obskuren und bedrückenden Soundtrack zu erzeugen. Kranivms adaptiert hierbei den Stil von Brighter Death Now, variiert diesen jedoch durch einen Lo-Fi-Ansatz, der die Atmosphäre in bestmöglicher Weise mürrisch und morbide erscheinen lassen sollte. Auch die gelegentliche Nutzung von Samples gregorianischer Choräle hob das Projekt vom reinen Birghter-Death-Now-Plagiat ab. Die Musik besteht aus Klangcollagen die als Landschaften wahrgenommen werden, mit „metallischen Echos“, „gedämpften Synthesizern“ und dem sporadischen Einsatz „tiefer Bassschläge“.

## Diskografie (Auswahl)
- 1993: Insanatorivm (MC, Slaughter Productions; 2014: LP/MC, Urashima)
- 1994: The Brighter Edge of Death (MC, Slaughter Productions; 2014: LP/MC, Urashima)
- 1995: I - The Blood (MC, Slaughter Productions; 1997: LP, Erzsebet; 2014: LP/MC, Urashima)
- 2015: The Complete Recordings (3MC, Urashima)
- 2023: Post Fata Resurgam (2CD, Urashima)